# Basilique Sainte-Barbe de Mantoue
La basilique Sainte-Barbe est un monument religieux palatin de Mantoue en Italie.

## Histoire
Construite à la demande du duc Guillaume Gonzague et conçue par l'architecte mantouan Giovan Battista Bertani, le bâtiment a été édifiée en deux phases, de 1562 à 1567, et de 1569 à 1572. Les cérémonies religieuses de la cour y furent célébrées à partir de 1565. Le passage entre le palais ducal et l'église, crée à la demande du duc Guillaume, a été fermé à la fin du XIXe siècle afin de séparer la propriété de l'État italien de celle de l'Église, conséquence du conflit qui a fait suite à la suppression du pouvoir temporel du pape en 1870. La réouverture du petit laissez-passer au public a eu lieu le 16 septembre 2018.
Construite dans l'enceinte du palais ducal et devant relier entre eux les bâtiments préexistants, Sainte Barbara a été conçue comme une église palatine et un mausolée familial dès sa conception.
Santa Barbara peut être considérée comme le chef-d'œuvre de son concepteur. Le duc avait obtenu du pape de nombreux privilèges, à l'exception du contrôle épiscopal et de la possibilité de célébrer un rite différent du rite romain. Elle fut ainsi conçue pour être le lieu de cérémonies liturgiques somptueuses, la messe pouvant y être célébrée selon une liturgie spéciale et accompagnées de musique sacrée, qui était la véritable passion du duc, grâce notamment au précieux orgue Antegnati qu'elle recèle. Elle refermait des reliques rares, obtenues de Rome grâce à de généreuses indulgences, qui étaient conservées dans des coffrets décorés de pierres précieuses et de cristaux de Venise.
En 1567-1568, l'Inquisition fut particulièrement active à Mantoue. Bertani, comme de nombreux Mantouans, eut à souffrir de son action. La basilique, de fait, est représentative du climat de la Contre-Réforme qui domina alors à la cour de Mantoue
L'important tremblement de terre survenu en Émilie le 29 mai 2012 a endommagé le dôme du clocher de la basilique.

## Description
La structure architecturale est unique avec une tour-lanterne carré en son centre, un presbytère surélevé recouvert d’une seconde lanterne semblable à la première et une abside spectaculaire ornée de caissons. Le presbytère surplombe une crypte profonde constituée d'un espace rectangulaire et d'un sanctuaire ovale. La sobre façade est décorée à l'antique, les pilastres sont constitués de simples bandes, sans base ni chapiteaux.
Le clocher en brique, surmonté d'une coupole originale, est l'un des éléments les plus caractéristiques du paysage urbain de Mantoue. Lors de sa conception, l'architecte de la cour Giovan Battista Bertani s'est inspiré du temple circulaire de San Pietro in Montorio imaginé par Bramante, et a remplacé la colonnade de l'entablement de type vitruvien par une Serlienne telle que la concevaient Sebastiano Serlio et Andrea Palladio.
L'intérieur présente un plan basilical avec une seule nef. Dans les deux autels latéraux, se trouvent deux grands tableaux de Lorenzo Costa le Jeune, Le Baptême de Constantine et Le Martyre de Saint Adriano. Parmi les autres tableaux, on note le retable du presbytère figurant Le Martyre de Sainte-Barbe de Domenico Brusasorci (1564), qui fut aussi actif lors de la restauration de la cathédrale, et L’Annonciation peinte sur un côté des portes de l’orgue par Fermo Ghisoni, qui représente sainte Barbara et saint Pierre (1566 environ).

## Orgue

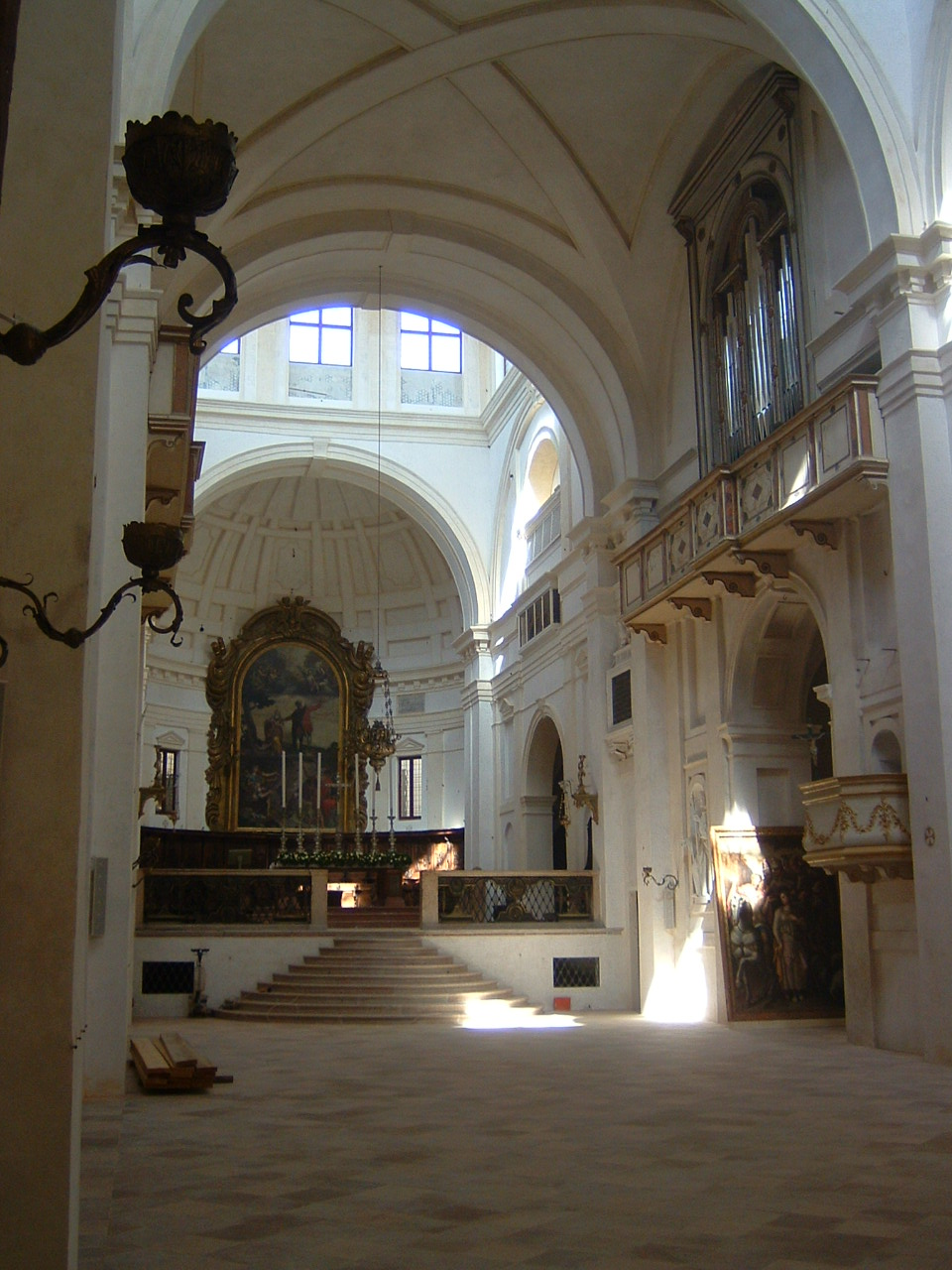
Intérieur de la basilique, avec l'orgue placé sur le mur droit

La basilique conserve un orgue construit en 1565 par le facteur d'orgues Graziadio Antegnati installé à Brescia et qui fut restauré en 1995-2006 par Giorgio Carli de Pescantina. L'instrument, composé d'un seul clavier et d'un pédalier avec un lutrin de 17 notes, est enfermé dans un buffet doré richement sculpté placé au-dessus du chœur. Les portes sont attribuées à Fermo Ghisoni. Sainte Barbara et Saint Pierre sont représentés à l’extérieur et l’Annonciation à l’intérieur. Les registres de l'orgue sont les suivants:
- principal
- Fiffaro
- huitième
- Dixième cinquième
- Dixième neuvième
- Vigesima Seconda
- Vigesima Sesta
- Vigesima Nona
- Trigesima Troisième
- Trigesima Sixième
- Flûte XIX
- Flûte en VIII.

## Mausolée des Gonzague
La sépulture de membres importants de la dynastie Gonzague ont été retrouvés sous la basilique au cours des travaux de restauration en 2007, :
- Frédéric II Gonzague, premier duc de Mantoue;
- François III Gonzague, deuxième duc de Mantoue;
- Guillaume Gonzague, troisième duc de Mantoue;
- Guglielmo Domenico, fils de Vincent Ier Gonzague ;
- François IV Gonzague, cinquième duc de Mantoue;
- Charles Ier Gonzague-Nevers, huitième duc de Mantoue;
- Ferdinando Carlo Gonzague-Nevers, dixième duc de Mantoue (il ne reste que le crâne, les autres restes sont à Saint-François-Grande à Padoue[8]).